# Жалба
Жалба је редован правни лек. Смисао жалбе је остварење вишестепености судства тј. једног од начела независности судства и једно од начела владавине права. Кад првостепени суд донесе своју одлуку, то није крај, већ лице незадовољно том одлуком има правно средство жалбу.
Жалбе функционишу и као процес за исправљање грешака, као и као процес појашњења и тумачења закона. Иако апелациони судови постоје хиљадама година, земље обичајног права нису укључиле афирмативно право на жалбу у своју јуриспруденцију све до 19. века.

## Терминологија
Амерички и британски енглески значајно су се разишли по питању апелативне терминологије. Амерички случајеви се одвијају „по жалби“ и странка „подноси жалбу“ (непрелазно) или „жалбе“ (прелазно) на одлуку, награду, пресуду или осуду, док се за одлуке британских судова каже да су „у жалбеном поступку“, и странка подноси „жалбе против" пресуде. Амерички суд решава жалбу речима као што су „пресуда потврђена“ (жалба је неоснована) или „пресуда поништена“ (жалба је основана), док британски суд решава жалбу речима као што су „жалба одбачена“ (жалба је неоснована) или „жалба је дозвољена“ (жалба је основана).

## Лица овлашћена да уложе жалбу
У корист оптуженог, жалбу може изјавити сам оптужени, његов законски заступник и бранилац, брачни друг оптуженог, сродник по крви у правој линији, усвојилац, усвојеник, брат, сестра, хранилац и лице са којим живи у ванбрачној или каквој другој трајној заједници и јавни тужилац.
На штету оптуженог се може жалити јавни тужилац.
Оштећени има право да побија пресуду само због одлуке о трошковима кривичног поступка.
Оштећени може изјавити жалбу због свих основа из којих се пресуда може побијати само у случају када ја јавни тужилац преузео гоњење од оштећеног као тужиоца.
Лице чији је предмет одузет пресудом или од кога је одузета имовинска корист прибављена кривичним делом се такође може жалити.
Оптужени не може тражити преиначење пресуде на своју штету. Он може изјавити и жалбу против  ослобађајуће пресуде само у случају кад би ослобађајућа пресуда која би се заснивала на другим разлозима била за њега повољнија.
Бранилац и друга лица која могу да уложе жалбу за оптуженог не могу да поднесу жалбу противно вољи оптуженог, осим у случају када му је изречена казна затвора од 40 година.

## Рок за улагање жалбе
Ако су у питању кривична дела за која је прописана казна затвора преко 3 године, рок износи 15 дана који тече од дана достављања преписа првостепене пресуде, а ако је извршена материјална исправка пресуде рок почиње да тече од дана достављања исправљеног преписа пресуде.